# Arlo the Alligator Boy
Arlo the Alligator Boy (Arlo, el chico caimán en Hispanoamérica) es una película musical estadounidense de aventuras animadas en 2D dirigida por Ryan Crego para Netflix. Se estrenó el 16 de abril por la plataforma de streaming Netflix, posteriormente, será seguido por una serie de televisión en retransmisión en directo de 19 episodios titulada I Heart Arlo.

## Argumento
Arlo Beauregard, un niño que es mitad humano y mitad caimán, es colocado en un desagüe de aguas residuales debajo de la ciudad de Nueva York poco después de su nacimiento, donde un chorro de agua lo lleva al océano. Al llegar a un pantano, Arlo es adoptado y criado por una mujer llamada Edmée. Cuando era adolescente, Arlo desea interactuar con otras personas, pero teme que la sociedad no acepte su apariencia de cocodrilo. Edmée le da su pulsera de nacimiento en su decimoquinto cumpleaños y le revela a Arlo que es de Nueva York, y sin saber que en realidad fue abandonado, Arlo decide viajar a la ciudad para encontrar a su padre biológico, Ansel Beauregard.
Mientras viaja, Arlo es descubierto por una persona que se pone en contacto con dos cazadores de caimanes, Ruff y Stucky, para recuperarlo usando una criatura conocida como "la Bestia". Después de que los cazadores lo encuentran, Arlo es rescatado por Bertie, que también es un adolescente. En un club de lucha libre, la pareja conoce a Furlecia, Teeny Tiny Tony y Alia, quienes aceptan llevar a Arlo y Bertie a Nueva York después de ayudar a rescatar a su amigo Marcellus de un acuario.
Al llegar a Nueva York, el grupo ve a Ansel Beauregard, un empresario que anuncia su plan para reconstruir parte de la ciudad cerca de la orilla del mar. Dejando su grupo después de encontrar una manera de hablar con él, Ansel le dice a Arlo que él no es su hijo, pero Arlo no está de acuerdo. En un intento por ayudar, Ansel revela su proyecto para remodelar el entorno costero de Nueva York en una gran ciudad, e intenta que Arlo cambie su imagen, lo sorprende y lo despide. Decepcionado y solo, Arlo ingresa a un desagüe de aguas residuales y luego el resto de su grupo lo encuentra en el mismo sitio a la orilla del mar para el proyecto de Ansel, quienes luego les enseñan que no importa cuán diferente sea, sus defectos son lo que lo hace ser quien es.
En la Gala del Met esa noche, Arlo y sus amigos irrumpen, pero son seguidos en secreto por Ruff, Stucky y la Bestia. Poco después, Arlo interrumpe la gala y Ansel intenta decirle la verdad. Sin embargo, Arlo es capturado por Ruff y Stucky. Después de que Ansel logra rescatar a Arlo, le revela a la audiencia que él es, de hecho, el padre de Arlo y también medio pájaro. Explica que solo lo entregó solo para ocultar su identidad de medio animal y quiere que Arlo lo perdone para comenzar de nuevo su parentesco. Encantado, Arlo abraza a su padre y lo perdona, pero rechaza vivir con él a favor de vivir con sus amigos, y acepta a Bertie como miembro del grupo también. Además, Ansel decide dejarlos mudarse y reconstruir la parte costera de la ciudad, ya que estaba en mejores condiciones, y Arlo la acepta oficialmente como el lugar al que realmente pertenece.
En una escena de mitad de créditos, Edmée recibe una postal y se entera de la nueva vida de Arlo.

## Reparto de voz
- Michael J. Woodard como Arlo Beauregard.
- Mary Lambert como Bertie.
- Flea como Ruff.
- Annie Potts como Edmée.
- Tony Hale como Teeny Tiny Tony.
- Brett Gelman como Marcellus.
- Jonathan Van Ness como Furlecia.
- Haley Tju como Alia.
- Jennifer Coolidge como Stucky.
- Vincent Rodríguez III como Ansel Beauregard.